# This Is Cinerama
This Is Cinerama (bra Isto É Cinerama) é um filme norte-americano de 1952, do gênero documentário, dirigido por Michael Todd, Michael Todd, Jr., Walter Thompson e Fred Rickey.

## Prêmios e indicações
| Prêmio     | Categoria            | Recipientes  | Situação |
| ---------- | -------------------- | ------------ | -------- |
| Oscar 1953 | Melhor trilha sonora | Louis Forbes | Indicado |

## Produção

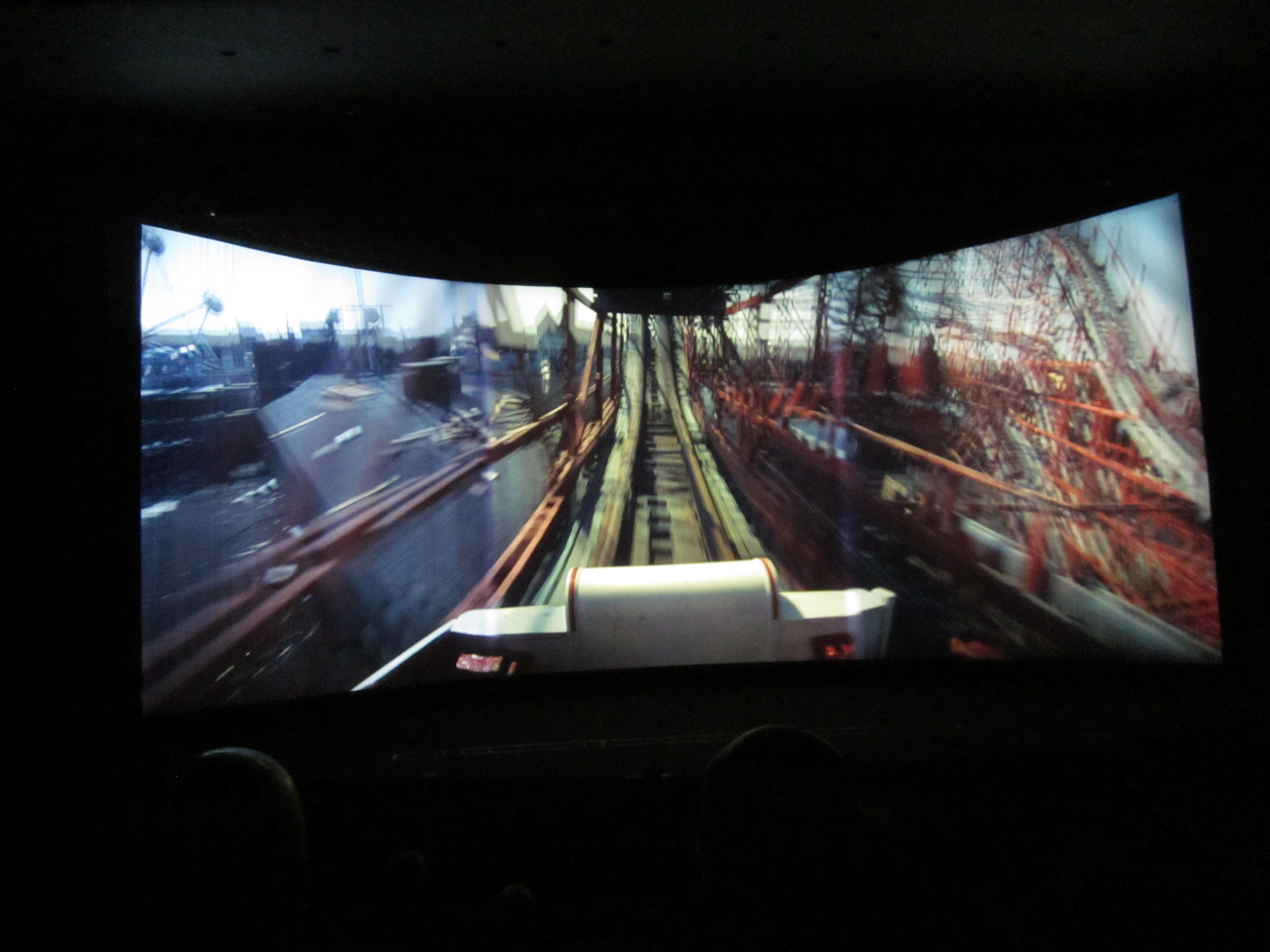
Cena do filme, com os três projetores
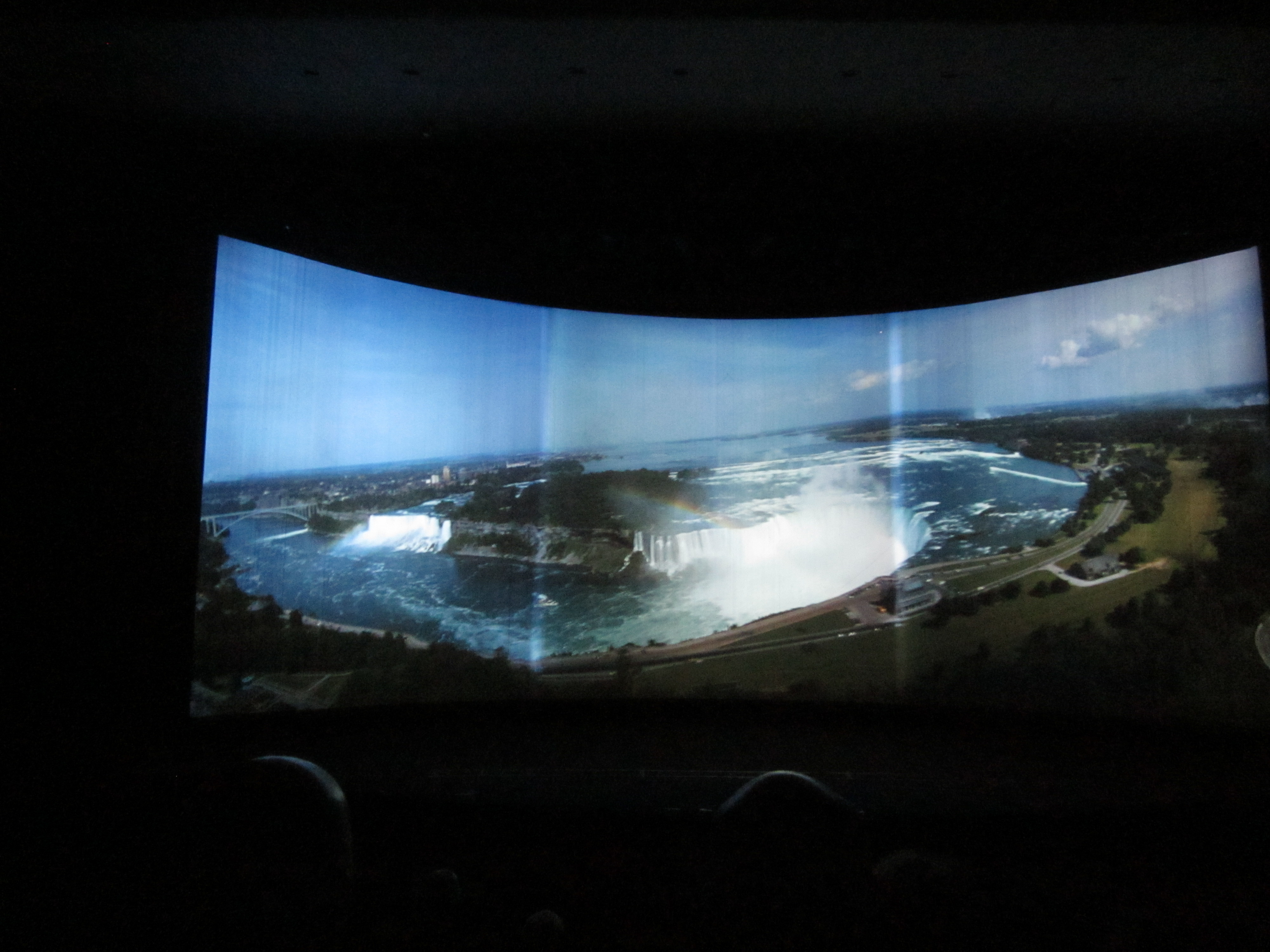
Cena do filme, com os três projetores
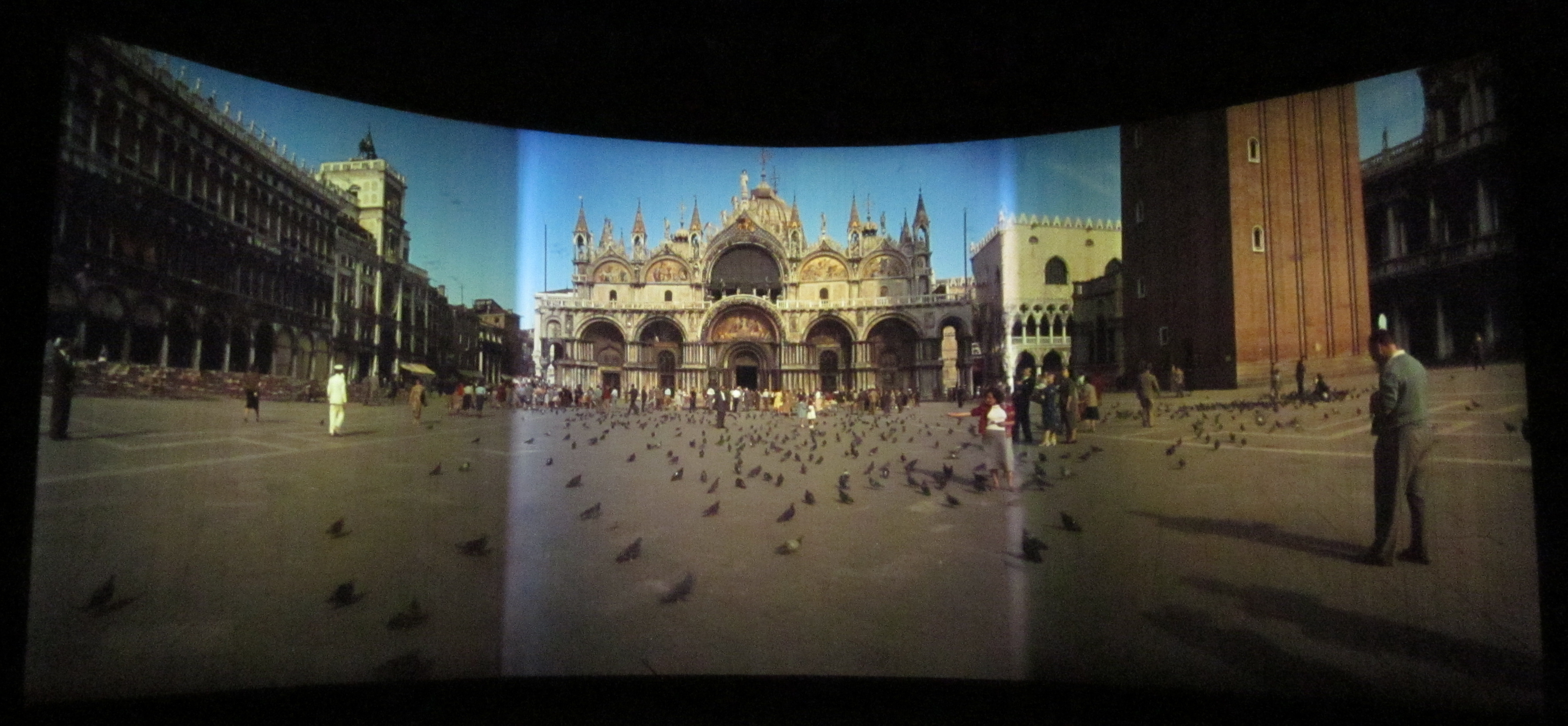
Cena do filme, com os três projetores
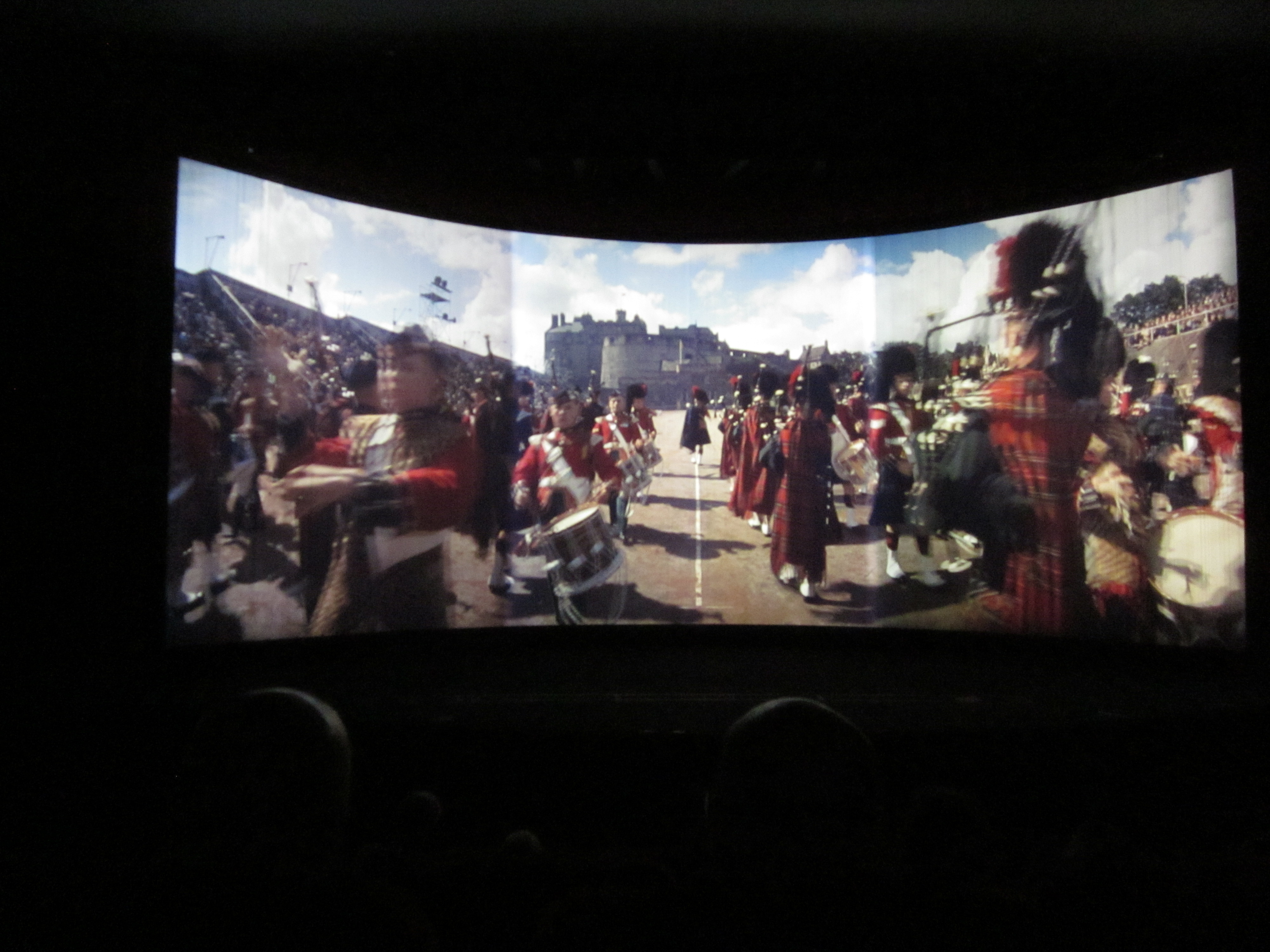
Cena do filme, com os três projetores

Narrado por Lowell Thomas, This Is Cinerama apresentou ao mundo um processo cinematográfico que prometia exibir imagens de três projetores perfeitamente sincronizados — o Cinerama. O sistema foi lançado no início do estouro de vendas de aparelhos televisivos, não só para ajudar a indústria cinematográfica a fazer frente a essa nova ameaça — a televisão —, mas também para mostrar como era diferente dela.
O filme procura acentuar o gigantismo e a beleza do formato, com cenas gravadas de aviões e imagens de pontos turísticos que são unanimidade, como o Castelo de Edimburgo e o Teatro La Scala. O som, estereofônico, pedia microfones postados atrás da tela e em volta do recinto. Sequências como a da montanha-russa — o momento mais memorável do filme — pareciam assustadoramente reais.
(O Daily Mirror assim se pronunciou sobre o processo: "o mais assombroso aperfeiçoamento da história do Cinema desde a chegada do som". Entretanto, o Cinerama acabou por fracassar, devido a vários motivos: era muito caro e poucos salas fizeram a conversão; a sincronia entre os três projetores nem sempre era obtida; às vezes as imagens se sobrepunham, noutras vezes as cores de uma imagem para outra eram inconsistentes.)